# Certima
Certima is een geslacht van vlinders van de familie spanners (Geometridae), uit de onderfamilie Ennominae.

## Soorten
- C. albilunata Dognin, 1910
- C. annaria Schaus, 1912
- C. canisparsa Warren, 1904
- C. cerambaria Oberthür, 1911
- C. cleodora Dognin, 1908
- C. espuma Dognin, 1896
- C. esquina Dognin, 1900
- C. eximia Warren, 1901
- C. gorgythionata Oberthür, 1911
- C. jelskii Oberthür, 1883
- C. lapa Dognin, 1900
- C. lojanata (Dognin, 1892)
- C. miliaria Dognin, 1892
- C. miligina (Dognin, 1923)
- C. minorata Dognin, 1911
- C. nivisparsa Thierry-Mieg, 1896
- C. paraniebla Dognin, 1900
- C. planaria Schaus, 1911
- C. primada Dognin, 1900
- C. sticta Dognin, 1892
- C. straminea Dognin, 1911
- C. strigifera Warren, 1905
- C. subfulvata Dognin, 1911
- C. triumbrata Dognin, 1913
- C. turmalis Schaus, 1911
- C. unicolor Dognin, 1900
- C. unilineata Warren, 1897
- C. xylinochroma Dognin, 1892